# La Nerthe (hameau)
Pour les articles homonymes, voir La Nerthe.
La Nerthe est un hameau de la commune de Marseille, dans le 16e arrondissement.

## Situation
La Nerthe est situé à l'extrême pointe nord-ouest de la commune de Marseille, à 4 kilomètres au-delà de l'Estaque,
à 150 mètres d'altitude, tout en haut d'un vallon qui pénètre dans le massif de l'Estaque.
En bas du vallon se trouve le quartier des Riaux auquel le hameau est rattaché. Tout autour ce ne sont que des collines calcaires désertes, anciennement parcours à chèvres, aujourd'hui seulement percées de carrières.

## Histoire
On trouve des traces d'habitat humain dans certaines grottes de la chaîne de la Nerthe dès le mésolithique : c'est en particulier le cas de la grotte Crispine située sur la commune de la Nerthe.
Dès l'époque celto-ligure, la Nerthe était un point de passage sur un des rares chemins reliant Marseille au Rove et à l'étang de Berre. Au Moyen-Âge un château-fort y avait été établi, peut-être par les Templiers de Gignac pour contrôler le passage. En 1042, l'évêque Pons II de Marseille consacre une église (« Ecclesia de Nerta »), paroisse-succursale de celle de l'Estaque.
L'occupation du lieu, jusqu'ici limitée à quelques paysans-éleveurs, prend un tour nouveau au milieu du XIXe siècle avec le développement de carrières destinées aux usines des Riaux, et surtout l'installation d'un chantier en rapport avec les travaux de percement d'un tunnel ferroviaire sous le massif de la Nerthe, nécessitant la présence sur la colline de nombreux ouvriers, et l'ouverture sur place d'une usine de chaux,. 
Au XXe siècle, l'habitat s'est réduit à quelques modestes maisons, dont les occupants font la navette avec la ville. Les carrières se sont déplacées vers le nord. La chapelle Notre-Dame de la Nerthe, dite « Notre-Dame de la Galline », est devenue un lieu de pèlerinage.